# Stills Alone
Stills Alone ist das neunte Solo-Studioalbum des amerikanischen Rockmusikers Stephen Stills. Wie schon im Titel angedeutet, hat Stills das Album allein ohne Band eingespielt. Auf den meisten Stücken singt er zur Akustikgitarre, auf Isn't It So sowie Just Isn't Like You spielt er jedoch auch E-Gitarre und auf Amazonia Percussion.
Stills Alone war das erste Album des Künstlers, das nicht auf einem großen Plattenlabel erschien. Stills veröffentlichte seine Solo-Alben bis 1974 auf Atlantic Records, spielte zwischen 1975 und 1978 drei Alben für Columbia Records ein und kehrte schließlich 1984 zu Atlantic zurück, wo er mit dem Album Right By You einen Flop produzierte. Während sich all seine Solo-Alben mit Ausnahme weniger Titel durch die Arbeit mit einer großen Band und zahlreichen Instrumenten auszeichneten, hob sich Stills Alone aufgrund seines minimalistischen Arrangements davon ab. Das Album betont vor allem Stills' Qualitäten als herausragender Gitarrist, wobei Kritiker konstatieren mussten, dass seine Stimme zwar sehr markant, aber auch weniger umfangreich geworden war. Dies wird vor allem in der Coverversion des Beatles-Songs In My Life bzw. im Vergleich zu seinem Gesang auf dem Stück Singin' Call deutlich, das 1971 während der Aufnahmen zu seinem Album Stephen Stills 2 entstanden war und erst jetzt – zwanzig Jahre später – auf Stills Alone in einer Akustik-Version veröffentlicht wurde.
Das vielleicht bedeutendste Stück auf dem Album ist der Song Treetop Flyer, in welchem es um einen Piloten aus dem Vietnamkrieg geht, der nun seine Flugkünste nutzt, um als Schmuggler zu Geld zu kommen. Das Stück wurde als Single veröffentlicht und hatte zwar in den Charts keinen Erfolg, jedoch entwickelte es sich zu einem der populärsten Songs bei Live-Auftritten des Künstlers, der die Textzeile "I'll fly any cargo that you can pay to run" auf der Bühne später in "I'll fly whiskey for you; most anything but guns" änderte (nachzuhören auf seinem Live-Album Live at Shepherd's Bush, 2009). Eine frühe Demoversion des Songs liegt seit 2007 als Bonus-Track auf dem Album Just Roll Tape – April 26th, 1968 vor, eine weitere Live-Version findet sich auf der Crosby, Stills and Nash-Platte Live in L.A., die ebenfalls 2007 erschien. Der amerikanische Singer-Songwriter Ray LaMontagne gab in einem Interview an, durch den Song Treetop Flyer überhaupt eine Karriere als professioneller Musiker gestartet zu haben.
Stills Alone war kein kommerzieller Erfolg. Nachdem Stills' Solo-Alben seit Ende der 1970er-Jahre in den Augen der Kritiker und Fans jedoch kontinuierlich schlechter wurden, markierte die Platte einen ersten künstlerischen Höhepunkt seit langem und war für viele Fans nicht weniger als eine musikalische Offenbarung. Das Album wird nicht mehr aufgelegt und ist daher nur noch schwer (bzw. sehr teuer) erhältlich.

## Titelliste
1. Isn't It So (Stills) – 3:14
2. Everybody's Talkin'  (Fred Neil) – 3:20
3. Just Isn't Like You (Stills) – 2:01
4. In My Life (John Lennon/Paul McCartney)
5. The Ballad Of Hollis Brown (Bob Dylan) – 3:00
6. Singin' Call (Stills) – 2:20
7. The Right Girl (Stills/Pogue) – 2:54
8. Blind Fiddler Medley – 4:37
  - I. The Blind Fiddler (traditionell/Stills)
  - II. Do For The Others (Stills)
  - III. Know You Got To Run (Stills/John Hopkins)
9. Amazonia (Stills) – 2:28
10. Treetop Flyer (Stills) – 4:02

## Belege
1. ↑  James Chrispell im All Music Guide Archivierte Kopie (Memento des Originals vom 28. Juni 2006 im Internet Archive)  Info: Der Archivlink wurde automatisch eingesetzt und noch nicht geprüft. Bitte prüfe Original- und Archivlink gemäß Anleitung und entferne dann diesen Hinweis.